# Ühlingen-Birkendorf
Ühlingen-Birkendorf település Németországban, azon belül Baden-Württembergben. Lakosainak száma 5456 fő (2023. december 31.).

## Népesség
A település népessége az elmúlt években az alábbi módon változott:
| Lakosok száma | 3515 | 3629 | 4102 | 4346 | 4188 | 4963 | 5006 | 5175 | 5156 | 5456 |
|               | 1961 | 1967 | 1974 | 1980 | 1987 | 1993 | 2000 | 2006 | 2013 | 2023 |